# Schedophilus ovalis
Schedophilus ovalis is een straalvinnige vis uit de familie van Centrolophidae en behoort derhalve tot de orde van baarsachtigen (Perciformes). De vis kan een lengte bereiken van 100 cm.

## Leefomgeving
Schedophilus ovalis is een zoutwatervis. De vis prefereert een subtropisch klimaat en leeft hoofdzakelijk in de Atlantische Oceaan. Bovendien komt Schedophilus ovalis voor in de Middellandse Zee. De diepteverspreiding is 70 tot 700 m onder het wateroppervlak.

## Relatie tot de mens
Schedophilus ovalis is voor de visserij van aanzienlijk commercieel belang. In de hengelsport wordt er weinig op de vis gejaagd.